# Acer spicatum
Acer spicatum là một loài thực vật có hoa trong họ Bồ hòn. Loài này được Lam. mô tả khoa học đầu tiên năm 1786.

## Hình ảnh

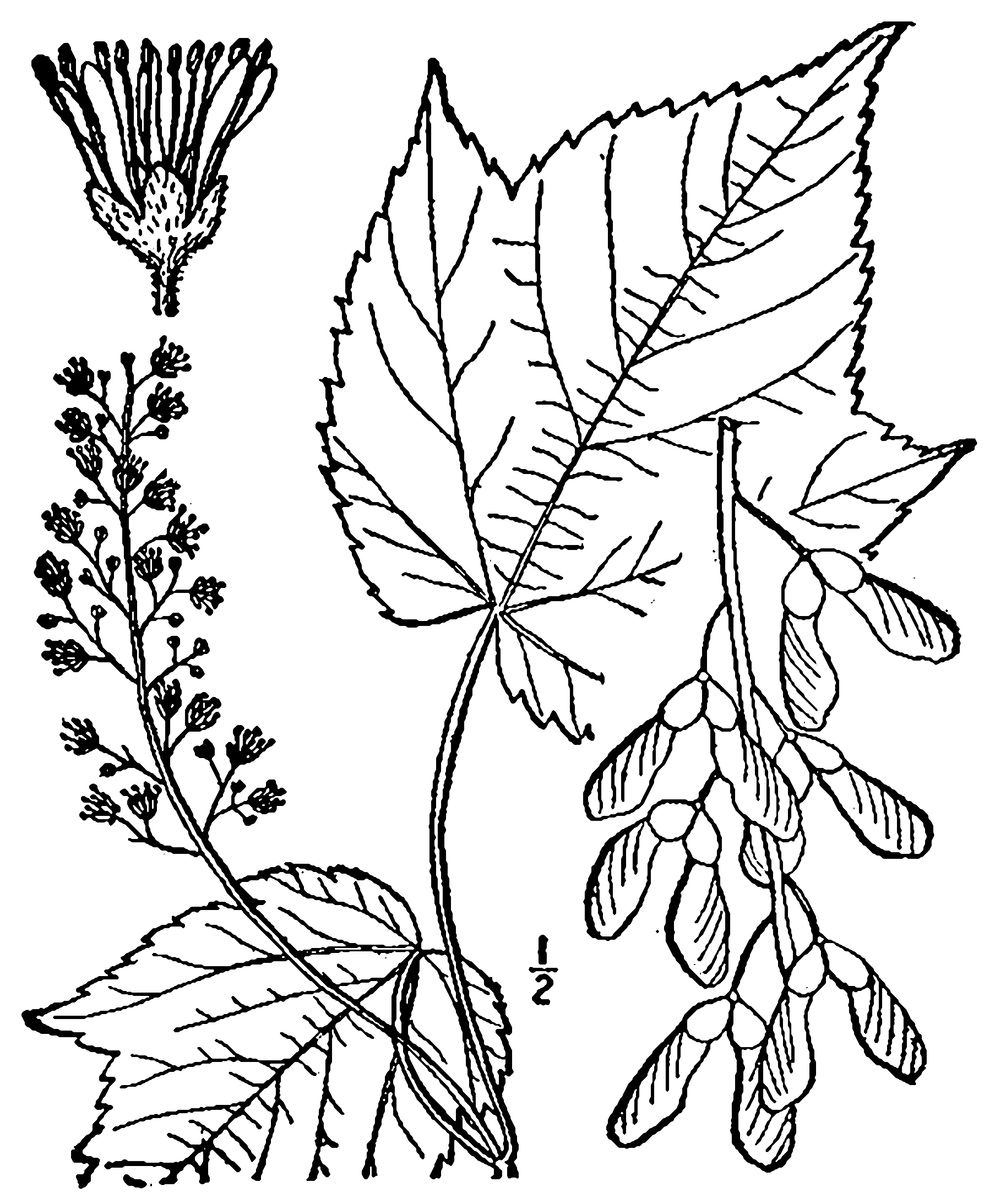
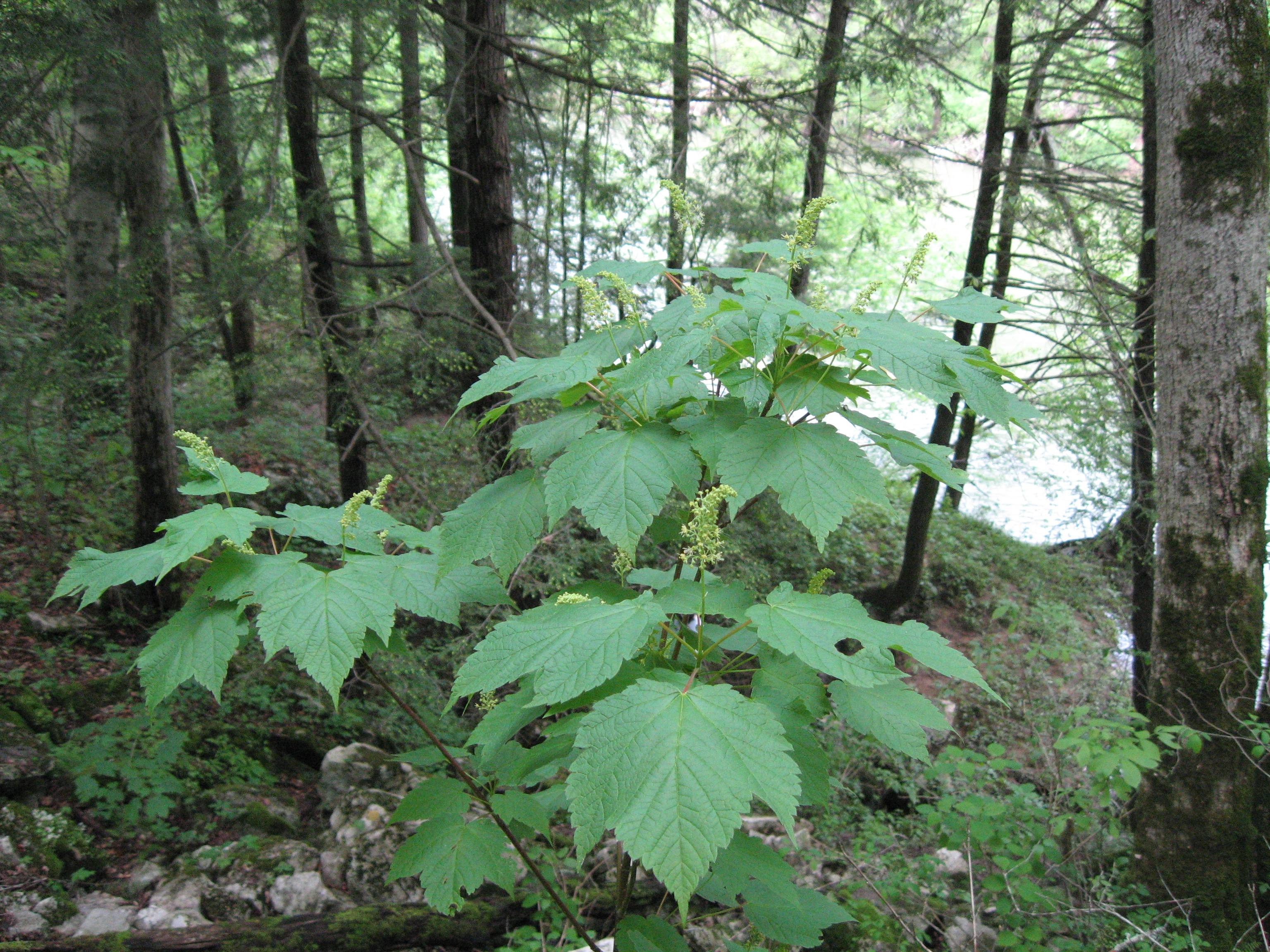
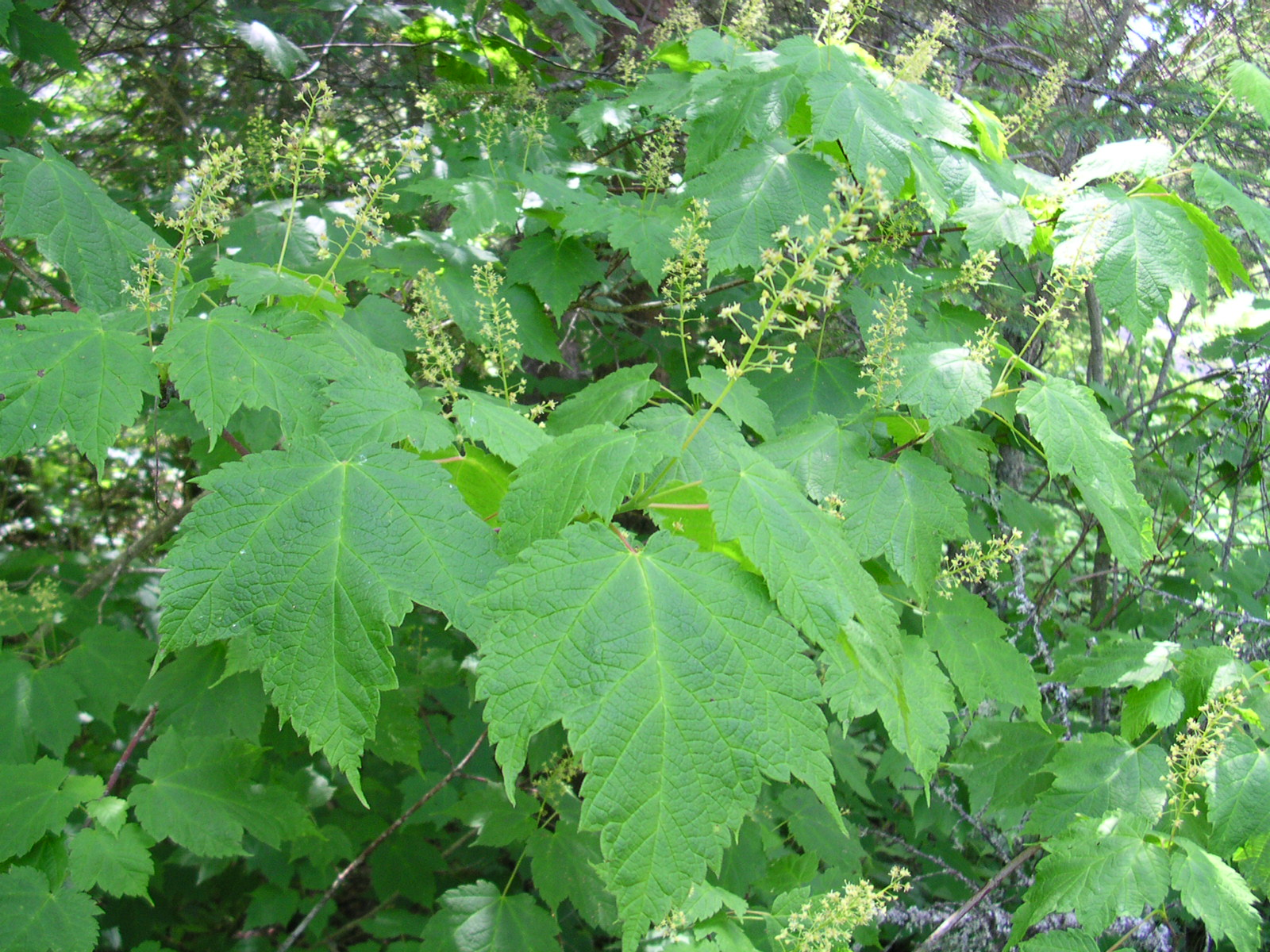
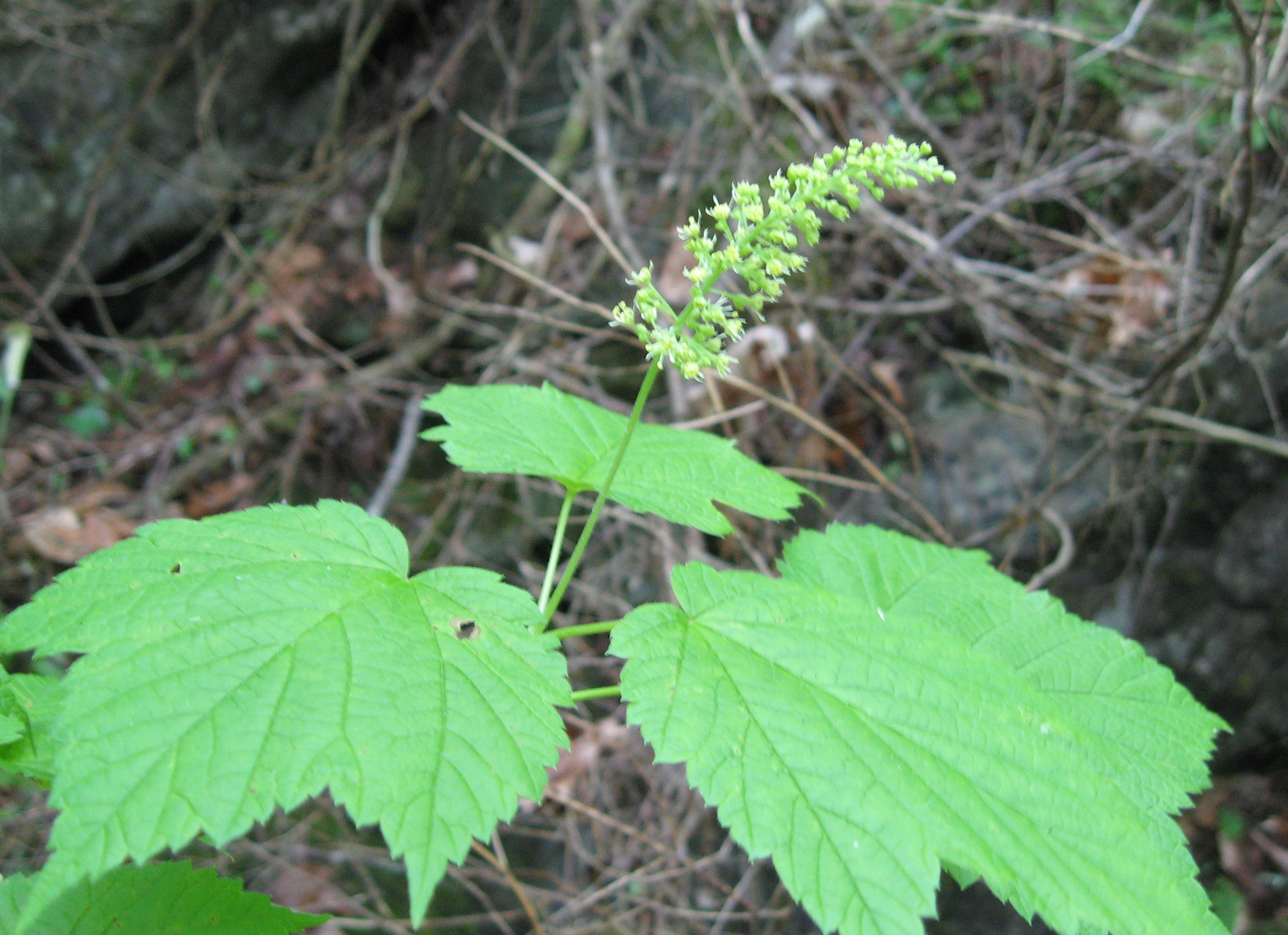